# 圣博济勒
圣博济勒（法語：Saint-Bauzile，法語發音：[sɛ̃ bozil]）是法国洛泽尔省的一个市镇，属于芒德区。

## 地理
圣博济勒（44°28'55"N, 3°30'8"E）面积29.33 平方千米，位于法国奧克西塔尼大區洛泽尔省，该省份为法国南部内陆省份，北起上盧瓦爾省和康塔爾省，西接阿韦龙省，南至加尔省，东临阿尔代什省。
与圣博济勒接壤的市镇（或旧市镇、城区）包括：芒德、布勒努、圣艾蒂安-迪瓦尔多内、伊斯帕尼亚克、巴尔谢日、戈尔日迪塔恩科斯。
圣博济勒的时区为UTC+01:00、UTC+02:00（夏令时）。

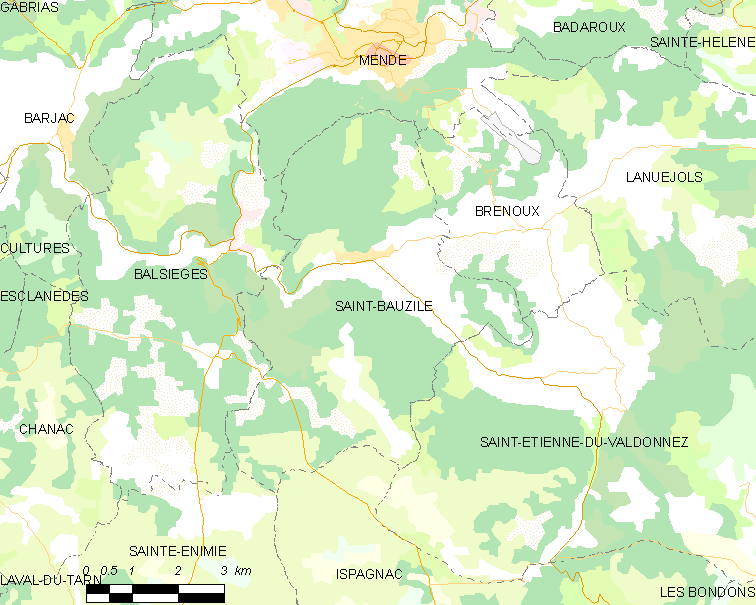
圣博济勒的OSM定位图

## 行政
圣博济勒的邮政编码为48000，INSEE市镇编码为48137。

## 政治
圣博济勒所属的省级选区为圣艾蒂安-迪瓦尔多内县。

## 人口

1962-2008年间圣博济勒人口变化图示

圣博济勒于2022年1月1日时的人口数量为590人。